# Norops tolimensis
Norops tolimensis är en ödleart som beskrevs av  Werner 1916. Norops tolimensis ingår i släktet Norops och familjen Polychrotidae. Inga underarter finns listade i Catalogue of Life.